# Пуукко, Аксели
Аксели Пуукко (фин. Akseli Puukko; род. 24 августа 2006) — финский футболист, защитник клуба «Болонья».

## Клубная карьера
Пуукко — воспитанник клуба «Лахти». 16 октября 2022 года в матче против ХИКа он дебютировал в Вейккауслиге.

## Международная карьера
В 2023 году Пуукко в составе юношеской сборной Финляндии (до 18 лет) завоевал Кубок Балтики.